# Erotylus dilaceratus
Erotylus dilaceratus é um inseto da ordem Coleoptera e da família Erotylidae (os besouros-dos-fungos, assim conhecidos porque se alimentam de fungos), subfamília Erotylinae; um besouro cujo habitat são as florestas tropicais ao noroeste da América do Sul; classificado em alemão por Theodor Franz Wilhelm Kirsch, em 1876, nas páginas 106-107 da Deutsche entomologische Zeitschrift ("Revista Entomológica Alemã", ano 20, publicada pela Sociedade Entomológica Alemã, em Berlim); o seu holótipo coletado em Sarayacu, Peru; mas também avistado na Colômbia e Equador; possuindo, esta espécie, élitros polidos e convexos, de coloração negra e avermelhada.